# 沖縄県立美来工科高等学校
沖縄県立美来工科高等学校（おきなわけんりつ みらいこうかこうとうがっこう）は、沖縄県沖縄市にある県立の工業高等学校。校名の「美来」は、地名である美里と越来に由来し、さらに未来を目指すという意味が込められている。旧称は、沖縄県立中部工業高等学校（おきなわけんりつ ちゅうぶこうぎょうこうとうがっこう）。
沖縄県内の高等学校で唯一、国家資格の基本情報技術者試験（FE）の午前科目免除制度の認定校に選ばれている。

## 学科
- 全日制課程
  - 機械システム科
  - 自動車工学科
  - 電子システム科
  - 土木工学科
  - ITシステム科
  - コンピュータデザイン科

## 沿革
- 1964年4月2日　コザ高等学校電気科、自動車科より生徒等を引き継ぐ。

- 1964年4月3日　「琉球政府立中部工業高等学校」として開校。

- 1972年5月15日　日本への返還により「沖縄県立中部工業高等学校」と改称。
- 1979年8月11日　第61回全国高等学校野球選手権大会に初出場

- 2005年4月　学科改変により現校名「沖縄県立美来工科高等学校」に改称。

## 部活動
- バスケットボール部:中部工時代よりインターハイ7度、ウィンターカップ9度出場を誇る強豪。最高成績は2003年インターハイのベスト8。地元開催の2010年インターハイも出場したが1回戦で宇都宮工業に敗退。
- ソフトボール部：中部工時代からの強豪校。最高成績は、2001年の熊本総体全国3位。
- 野球部：高校野球の第６５回県秋季大会において、1回戦、沖縄尚学との対戦で10得点で完封している。[3]

## 著名な出身者
- 金城新 - 空手家、世界空手道選手権大会の団体形で喜友名諒らとともに大会2連覇
- 大湾硫斗　現役プロボクシング選手
- 比嘉靖 - 元バスケットボール選手（松下電器）、元大阪エヴェッサアシスタントコーチ
- 友利健哉 - プロバスケットボール選手（bjリーグ・浜松・東三河フェニックス所属）：2003年卒業
- 伊計郁也 - プロバスケットボール選手（bjリーグ・秋田ノーザンハピネッツ所属）
- 並里祐 - バスケットボール選手
- 宮城信吾 - バスケットボール選手
- 新里英之 - HY (バンド) ボーカル＆ギター